# Rejtélyek városa
A Rejtélyek városa (eredeti cím: Invasion) egy amerikai sci-fi sorozat, mely egy kisváros lakóiról szól, akiknek el kellett szenvedniük egy nagy erejű hurrikán tombolását. De a történet csak ez után kezd bonyolódni. A helyi vadőr (Russel) lánya, Rose furcsa fényekre lesz figyelmes a vízhez érve. Russel úgy gondolja, hogy valamelyik vezeték sült, ki, de sógora, Dave másként gondolja: szerinte idegenek lepték el a várost, és a katonaság csak elterelésként hivatkozik a hurrikánra. Az idegeneket EBE-nek extraterresztikus biológiai egyedeknek nevezi el. A hurrikán tombolása közben eltűnt emberek nagy része megkerül, de szinte mindannyiukra a vízpart közelében bukkannak rá, meztelenül. Ezek az emberek már csak árnyékaik hajdani önmaguknak, és ezt ők is érzik. Ekkor veszi kezdetét a nyomozás, hogy kiderítsék, mi is történt valójában.
Az Amerikai Egyesült Államokban az ABC adta 2005. október 10. és 2006. május 17. között, az Egyesült Királyságban pedig az E4 tűzte műsorra. Magyarországon az RTL Klub mutatta be 2006. február 24-én.

## Helyszínek
A sorozat Florida déli csücskén található Homestead kisvárosában játszódik. A mellette fekvő nemzeti park neve pedig Everglades. Az Everglades egy 6,105 km²-en elterülő, kevés aljnövényzettel rendelkező, fával borított, mocsaras vidék.

## Katrina hurrikán
A sorozatban az egyik legfőbb elem a hurrikán megjelenése, mely egy csapásra megváltoztatja a kisváros körül zajló eseményeket. A Katrina 2005. augusztus 23-án jött létre a Bahama-szigeteknél, és észak Floridában eltűnt. Legnagyobb sebessége 280 km/h volt, és 75 milliárdos kárt okozott.

## Szereplők
| Név                  | Színész          | Magyar hang        | Leírás |
| -------------------- | ---------------- | ------------------ | --- |
| Russell Varon        | Eddie Cibrian    | Széles Tamás       | Everglades vadőre, Kubában született, majd megszökött onnan, Amerikában telepedett le. Előző felesége Mariel volt, akitől azonban elvált, tőle két gyermeke született; Jesse és Rose. Második feleségével, Larkinnal éppen most várják első gyermeküket. |
| Larkin Groves Varon  | Lisa Sheridan    | Bertalan Ágnes     | A 7-es csatorna riportere, Russel felesége, akitől első gyermekét várja. |
| Tom Underlay seriff  | William Fichtner | Kálid Artúr        | A helyi seriff, aki 10 éve egyedüli túlélője volt egy repülőgép-szerencsétlenségnek, akkori felesége, Grace a tragédiában meghalt. Jelenlegi házastársa Mariel, előző házasságából egy gyereke van, Kira.                                                |
| Dave Groves          | Tyler Labine     | Rajkai Zoltán      | Larkin bátyja, aki összeesküvés-elméleteket gyárt, többnyire idegen lényekről. Egy blogot üzemeltet, melyben a hurrikán utáni rejtélyes dolgokat teszi közzé.                                                                                            |
| Jesse Varon          | Evan Peters      | Czető Roland       | Russel és Mariel fia, 15 éves. |
| Rose Varon           | Ariel Gade       | Kántor Kitty       | Russel és Mariel lánya, 7 éves. |
| Kira Underlay        | Alexis Dziena    | Czető Zsanett      | Tom 16 éves lánya, az anyja repülőgép szerencsétlenségben meghalt. |
| Mariel Underlay      | Kari Matchett    | Orosz Anna         | Tom felesége, Russel exneje. Orvosként dolgozik egy helyi kórházban. |
| Mona Gomez           | Aisha Hinds      | Kisfalvi Krisztina | Russel társa. |
| Lewis Sirk           | Nathan Baesel    |                    | Tom seriffhelyettese, bal karját Irakban elvesztette. |
| Eli Szura            | James Frain      |                    | Egykori CIA-ügynök, akit még Kubai jelenléte alatt ragadtak el a vízben élő lények, azóta pedig őket szolgálja. |
| Derek Culie          | Michael Mitchell |                    | Egy kamaszfiú, aki jó dieje szemet vetett Kirára. |
| Jeffrey Scanlon atya | Ivar Brogger     |                    | A város plébánosa. |

## Epizódok
| Sor. | Év. | Cím                                    | Rendező              | Író                                  | Premier                                |
| --- | --- | -------------------------------------- | -------------------- | ------------------------------------ | -------------------------------------- |
| 1. | 1.  | A hurrikán (Pilot)                     | Thomas Schlamme      | Shaun Cassidy                        | 2005. szeptember 21. 2006. február 24. |
| Egy hurrikán söpör végig Everglades-en. Rose, macskáját keresve a víz közeléhez érve furcsa fényekre lesz figyelmes. Ezalatt Russel és Mariel összevesznek. Mariel egyedül indul haza a vihar alatt. Balesetet szenved, másnap a vízben találnak rá. Russel és Dave a vízben találnak egy testet. Ekkor Dave-t hirtelen megtámadja valami. |     |                                        |                      |                                      |                                        |
| 2. | 2.  | Átváltozók (Lights Out)                | Lawrence Trilling    | Shaun Cassidy                        | 2005. szeptember 28. 2006. február 24. |
| A serif karantént rendel el, miközben megtalálják a város plébánosát a vízben. Egy másik helyen egy búvárra bukkannak, aki tele van sérülésekkel. |     |                                        |                      |                                      |                                        |
| 3. | 3.  | Watershed (Pilot)                      | Michael Dinner       | Becky Hartman Edwards, Shaun Cassidy | 2005. október 5. 2006. március 3.      |
| Russel a búvártól vett szövetmintát vizsgálja, míg Larkin megpróbálja kideríteni, hogy mit akar a katonaság a kisvárosban. |     |                                        |                      |                                      |                                        |
| 4. | 4.  | Járványveszély (Alpha Male)            | Sergio Mimica-Gezzan | Juan Carlos Coto                     | 2005. október 12. 2006. március 10.    |
| Szökött majmok terjesztenek egy kórt. Ezért a városban karantént akarnak elrendelni. Russel ellene van és fellép az ügyben. |     |                                        |                      |                                      |                                        |
| 5. | 5.  | Farkastörvény (Unnatural Selection)    | Thomas Schlamme      | Michael Berns, Shaun Cassidy         | 2005. október 19. 2006. március 17.    |
| Larkin egy ismerőse révén bejut egy katonai bázisra, ahol tovább folytatja kutatásait. Ezalatt egy fura fickó betör egy raktárba, ahonnan fegyvert szerez. |     |                                        |                      |                                      |                                        |
| 6. | 6.  | A vadászat (The Hunt)                  | Lawrence Trilling    | Shaun Cassidy, Becky Hartman Edwards | 2005. október 26. 2006. március 24.    |
| Russel a vízre indul Jessyvel és Dave-el. Derek és Kira újra összejön, azonban a fiú végül Kira mostohaanyjába szeret bele. |     |                                        |                      |                                      |                                        |
| 7. | 7.  | Ellenséges viselkedés (Fish Story)     | Rod Holcomb          | Michael Alaimo, Juan Carlos Coto     | 2005. november 9. 2006. március 31.    |
| Larkin túléli a balesetet, majd stoppol. Felveszi egy furcsa alak, aki elviszi jó darabon. Állítása szerint a katonaságnak dolgozik és fontos információkat szállít. Eközben Mariel és Jessy között kisebb-nagyobb viták zajlanak. |     |                                        |                      |                                      |                                        |
| 8. | 8.  | A fészek (The Cradle)                  | Ernest Dickerson     | Julie Siege                          | 2005. november 16. 2006. április 7.    |
| Russel egy csecsemőt talál háza előtt. Kideríti, hogy ki az anyja. Elviszi oda, de megdöbbenve veszi tudomásul, hogy az anyja, Christina nem emlékszik gyermekére. Christina anyósa felismeri, és DNS vizsgálatot akar készíttetni. |     |                                        |                      |                                      |                                        |
| 9. | 9.  | Látomás (The Dredge)                   | Michael Nankin       | Jill E. Blotevogel, Reed Steiner     | 2005. november 23. 2006. április 14.   |
| A tavat megmérgezte valami. Ezalatt Dave blogon keresztül üzen a nagyvilágnak. Ezért bemegy a túlélő csoport egyik gyűlésére is. Pár szót vált Mariel-el is. Mariel megkéri férjét vizsgálják meg a tavat. Találnak egy fiatal női holttestet. Russel egy krokodil gyomrában talál egy érdekes lényt. |     |                                        |                      |                                      |                                        |
| 10. | 10. | Éjszakai látogatók (Origin of Species) | Steve Shill          | Shaun Cassidy, Juan Carlos Coto      | 2005. november 30. 2006. április 21.   |
| Dave-et elrabolják. A két rabló is szeretné kideríteni a tó titkát. A női holttestet is azonosítják. Tom egyik munkatársát elragadja az egyik vízben élő lény. Másnap a parton tér magához, csonk karja teljesen ép volt. Csodaként ítéli meg, de Tom rábeszéli, hogy a változás nem tenne jót. Döntenie kell. |     |                                        |                      |                                      |                                        |
| 11. | 11. | Mi vagy ők (Us or Them)                | J. Miller Tobin      | Shaun Cassidy                        | 2006. január 11. 2006. április 28.     |
| Lewis kezd kételkedni Tomban. A gyűlés után a templom előtt a gyülekezet tagjai összevernek egy embert. Jessy találkozik egy furcsa lánnyal. Larkin Russel minden tiltakozása ellenére elviszi Tom-hoz a gyerekeket. |     |                                        |                      |                                      |                                        |
| 12. | 12. | Erő (Power)                            | Lawrence Trilling    | Becky Hartman Edwards, Reed Steiner  | 2006. január 18. 2006. május 5.        |
| Tom elvitte a gyerekeket egy házhoz. Mariel Russellel van. A házba visszajön az áram és a telefon. Larkin aggódik, ezért elmegy Russel után. Russel két betörő után ered, az egyikkel összeverekedik. Másnap Tom visszaviszi a gyerekeket és úgy döntenek egyelőre Russelhez kerülnek. |     |                                        |                      |                                      |                                        |
| 13. | 13. | Megváltás (Redemption)                 | Bill Eagles          | Michael Alaimo, Shaun Cassidy        | 2006. január 25. 2006. május 12.       |
| Tomot meglövik, ezért kórházba kerül és megműtik. Látomások és visszaemlékezések formájában megismerhetjük Tom balesetének részleteit. Larkinnak riportot kell készítenie az ügyről. Nyilvánosságra akarja hozni az igazságot Tomról, de Russel ezt ellenzi. |     |                                        |                      |                                      |                                        |
| 14. | 14. | Különös látogató (All God's Creatures) | Harry Winer          | Michael Foley                        | 2006. február 8. 2006. május 19.       |
| Larkin észrevesz egy furcsa valamit a ház körül. Tom kijöhet a kórházból és megkezdi a nyomozást. Kideríti Lewis búvóhelyét, elmegy oda, de a lányát is ott találja. Eközben Dave elfogja a lényt, amit Larkin meglátott. |     |                                        |                      |                                      |                                        |
| 15. | 15. | A búvóhely (The Nest)                  | Lawrence Trilling    | Shaun Cassidy, Julie Siege           | 2006. február 15. 2006. május 26.      |
| Kira tudni akarja mi van a vízben, ezért elmegy a legközelebbi tóhoz. Ekkor találkozik Christinával és Derekkel. Felajánlják neki, hogy megmutatják, ők miben mások. Enged kíváncsiságának, de nem is sejti, ezzel milyen veszélyes helyzetbe sodorja magát. Ezalatt Russel és Mariel megdöbbentő felfedezést tesz. |     |                                        |                      |                                      |                                        |
| 16. | 16. | Üldözés (The Fittest)                  | Frederick E. O. Toye | Juan Carlos Coto                     | 2006. március 8. 2006. június 2.       |
| Russel és Tom latin-amerikai bevándorlókra talál, majd kiderül, hogy ők is hibridek. Ezalatt Christina fájásai egyre erősebbek. Kira felébred a kórházban. |     |                                        |                      |                                      |                                        |
| 17. | 17. | Túszejtés (The Key)                    | Bryan Spicer         | Michael Alaimo, Michael Foley        | 2006. március 15. 2006. június 9.      |
| Az iskola újra elkezdődik. Jesse az iskolában észrevesz pár furcsaságot. Christina felkeresi Marielt, hogy vizsgálja ki. Ezalatt Russel és Dave egy lakatlan szigetet fedez fel, amely nem is annyira lakatlan. |     |                                        |                      |                                      |                                        |
| 18. | 18. | A sziget titka (Re-Evolution)          | Eric Laneuville      | Charles Grant Craig, Julie Siege     | 2006. április 19. 2006. június 17.     |
| Egy meteorológiai gépen utazott hibridet talál Larkin. A kormány üldözi. Tom elfogja, majd elviszik egy titkos katonai bázisra. Scanlon atyát elfogja Dave és Russ, majd Sura bázisán segítséget kér telefonon, hogy elkaphassák Surát. |     |                                        |                      |                                      |                                        |
| 19. | 19. | Lázadás (The Son Also Rises)           | Lawrence Trilling    | Michael Alaimo, Shaun Cassidy        | 2006. április 26. 2006. június 24.     |
| Az hibridek egy újabb hurrikán közeledtét érzik. Ezalatt a Sura által irányított emberek eltűnnek a szigetről. Russ-t elbocsátják a munkahelyéről. |     |                                        |                      |                                      |                                        |
| 20. | 20. | Nyúlcipő (Run and Gun)                 | Sergio Mimica-Gezzan | Juan Carlos Coto, Michael Foley      | 2006. május 3. 2006. július 1.         |
| A hurrikán egyre közeledik, ám a várost blokád alá helyezik. A két család Dave-et hátrahagyva elhagyja Homestead-et, ám Russel és Tom még megkeresi Surát. |     |                                        |                      |                                      |                                        |
| 21. | 21. | Bekerítve (Round Up)                   | Steve Shill          | Shaun Cassidy                        | 2006. május 10. 2006. július 15.       |
| Russell és Underlay végül úgy döntenek, visszamennek Homestead-be, hogy megmentsék a várost és elkapják Szurát és a hibrideket. Eközben Marielék kocsija a legrosszabb pillanatban balesetet szenved. Szerencsére a Nemzeti Gárda teherautója felveszi őket. Underlay két helyettese elrabolja Sirket a kórházból, és foglyul ejti Dave-et, hogy rajta keresztül jusson el Underlayhez. Forrás a http://www.tif.hu/ – The Invasion Fansite Archiválva 2007. február 13-i dátummal a Wayback Machine-ben |     |                                        |                      |                                      |                                        |
| 22. | 22. | A búcsú (The Last Wave Goodbye)        | Lawrence Trilling    | Shaun Cassidy, Charles Grant Craig   | 2006. május 17. 2006. július 22.       |
| A tomboló viharban a hibridek a vízbe lökdösik a menekülteket; sokan meghalnak vagy eltűnnek. Mariel ragaszkodik hozzá, hogy a terhes nőket ne hagyják magukra, hanem vigyék őket a vízhez. Lee és Brett bosszút forral Underlay ellen, így elrabolják Larkinékat. Forrás a http://www.tif.hu/ – The Invasion Fansite Archiválva 2007. február 13-i dátummal a Wayback Machine-ben |     |                                        |                      |                                      |                                        |

Az ABC nem rendelt második évadot, a nézettségre hivatkozva. A rajongók egy petíciót hoztak létre, hogy folytassák a sorozatot.  2006-ban a kevésbé megbízható The Hollywood Reporter által elkapott belső forrástól származó pletykamorzsa és annak is a töredéke szerint a CW rendelt második évadot, viszont ebből - ennyi év távlatából - sem lett semmi.

## Külső hivatkozások

### Külföldi oldalak
- Az ABC hivatalos Invasion oldala
- Invasion-TV.com rajongói oldal Archiválva 2006. június 15-i dátummal a Wayback Machine-ben

### Magyar oldalak
- Magyar Rejtélyek városa rajongói oldal
- The (Hungarian) Invasion Fansite
- Invasion – Rejtélyek városa Online HUN
- Invasion – Italian fan site